# میرگنج (بیهار)
میرگنج (بیهار) (به انگلیسی: Mirganj, Bihar) یک زیستگاه انسانی در هند است که در ناحیه گوپال گنج واقع شده‌است.

## خصوصیات
میرگنج  ۲۳٬۵۷۹ نفر جمعیت دارد.